# Кунц, Гельмут
Гельмут Кунц (нем. Helmut Kunz; 26 сентября 1910, Эттлинген — 23 сентября 1976, Фройденштадт), немецкий врач-стоматолог, штурмбаннфюрер СС (1 сентября 1944). Был причастен к отравлению детей Геббельсов.

## Биография
Гельмут Кунц, родился в 1910 г. в городе Эттлинген земли Баден. Сначала он изучал юриспруденцию, затем медицину по специальности стоматология. В 1936 г. открыл зубоврачебную практику в Лука, к югу от Лейпцига.
Член СС с 1936 г. (удостоверение № 284 787) и член НСДАП с 1 мая 1937 г. (билет № 5 104 323).
С 1939 г. служил офицером санитарного батальона дивизии СС «Мертвая голова». В конце 1941 г. получил тяжелое ранение. После выздоровления был назначен младшим помощником главного врача стоматологической службы при Имперском враче СС и полиции бригаденфюрере СС Хуго Блашке.
С 23 апреля 1945 г. работал врачом в госпитале, организованном на территории бывшей рейхсканцелярии.
1 мая 1945 г. сделал инъекции морфия детям Йозефа Геббельса и его супруги Магды, после чего, спустя некоторое время они были отравлены капсулами с синильной кислотой.
2 мая 1945 г. был взят в плен частями Советской армии. По приговору военного трибунала Московского военного округа от 13 февраля 1952 года осужден на 25 лет лишения свободы. 4 октября 1955 г. досрочно освобожден из мест заключения, и 29 октября того же года, передан властям ФРГ.